# Callisema iucaua
Callisema iucaua là một loài bọ cánh cứng trong họ Cerambycidae.